# Welcome (2009)
Welcome is een Franse speelfilm uit 2009 van de regisseur Philippe Lioret.

## Verhaal
De film beschrijft een jonge Koerdische vluchteling die zwemlessen neemt om het Kanaal over te zwemmen.

## Reacties
Het lid van het Franse parlement Daniel Goldberg deed een wetsvoorstel om de strafbaarheid van het helpen van illegalen op te heffen. Het amendement werd verworpen.